# Rilský klášter
Rilský klášter (bulharsky Рилски манастир) je největší klášter pravoslavné církve v Bulharsku, rozkládá se na ploše 8800 m². Nachází se v severozápadní části pohoří Rila. 

## Historie

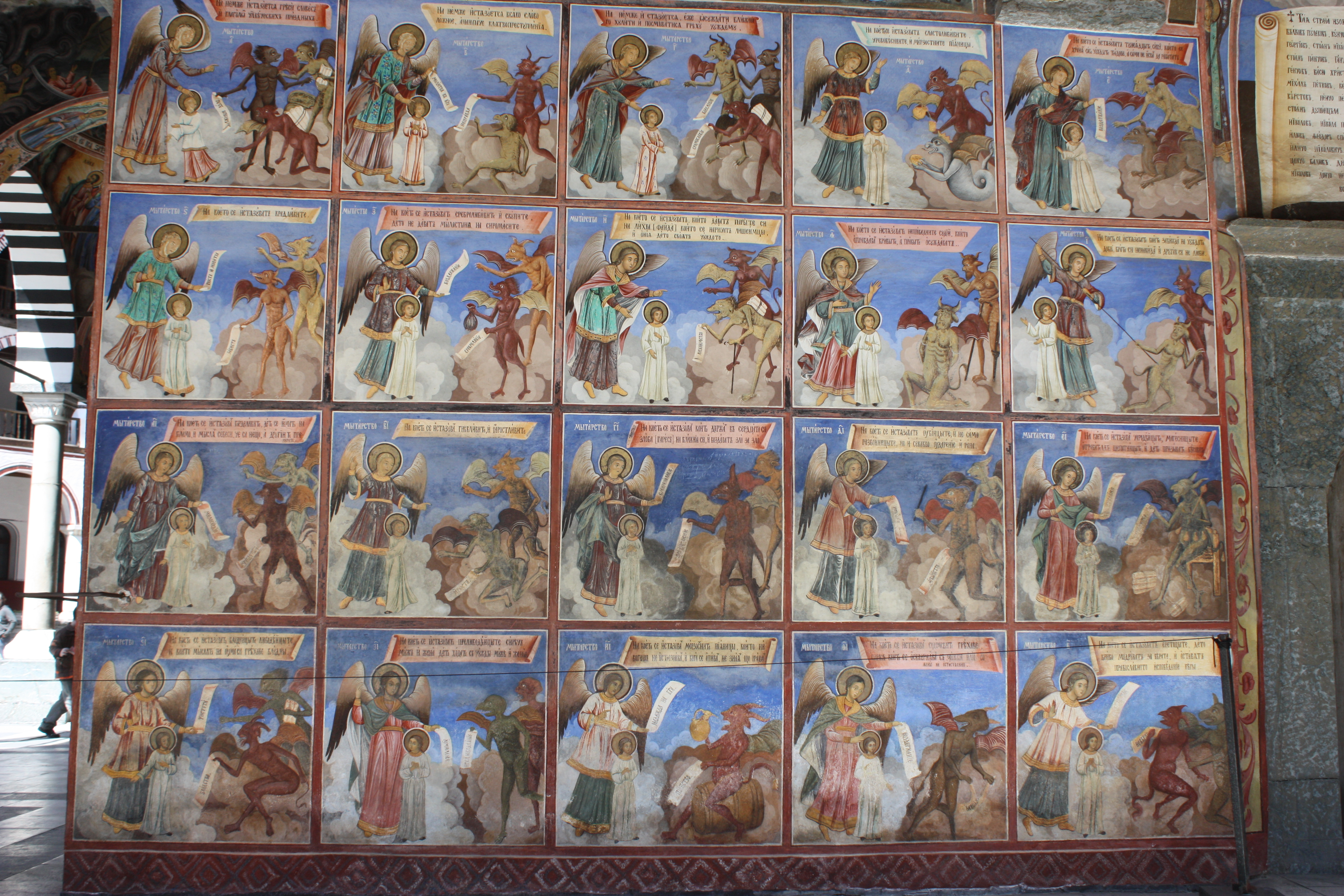
Freska v rilském klášteře znázorňující 20 vzdušných celnic

Byl založen v 10. století Sv. Ivanem Rilským, který jako poustevník žil v pohoří Rila a později byl kanonizován. Klášter vznikl u jeskyně, kde žil Sv. Ivan Rilský a hrál důležitou roli v duchovním a společenském životě středověkého Bulharska. Ve 14. století byl zničen lavinou a nově postaven na soutoku řek Drušljavica a Rilská reka. V roce 1343 byl vladykou Chrelju přestavěn na pevnost s kostelem sv. Marie. Na počátku 19. století byl zničen rozsáhlým požárem. Z předchozí podoby se zachovala 25 metrů vysoká kamenná věž nazývaná „Chreljova kulata“. Následně byl klášter znovuvybudován v letech 1834 až 1862 do podoby, která se zachovala dodnes. Je charakteristickým příkladem tzv. bulharské renesance (18. a 19. století). Patří k nejvýznamnějším památkám celého Bulharska a od roku 1983 byl zařazen na Seznam světového dědictví UNESCO.